# Побережник-крихітка
Побережник-крихітка (Calidris minutilla) — вид сивкоподібних птахів родини баранцевих (Scolopacidae).

## Поширення
Птах гніздиться в тундрі на півночі Північної Америки. Восени мігрують зграями до півдня США, Мексики, Центральної Америки, Карибського басейну та півночі Південної Америки. Трапляється як дуже рідкісний бродяга в Західній Європі.

## Опис
Дрібний птах, завдовжки 14 см і вагою 21 г. Ноги жовто-зелені, а дзьоб чорнуватий і тонкий. Спина дорослих особин у період розмноження темно-коричнева з більш світлими коричневими плямами, а живіт білий. Має білу надбрівну смугу та темну корону. На тім'ї і на шиї ззаду є коричнево-чорна смуга. Взимку вони сірувато-коричневі з чорнуватими плямами. Молоді екземпляри мають яскраві червонуваті передні малюнки з білими смугами.

## Спосіб життя
Вони харчуються в основному дрібними ракоподібними, комахами та равликами, шукаючи поживу в мулистих ґрунтах. Гніздиться на землі, біля води. Самиця відкладає 4 яйця в неглибокі місця, наповнені травою та мохом. В інкубації беруть участь обидва батьки , але самки залишають до того, як у пташенят з’являться пір’я, а іноді й до того, як з яєць вилупляться. Молоді птахи харчуються і здатні літати протягом двох тижнів після народження.